# Breakout (альбом)
Breakout (с англ. «Прорыв») — второй студийный альбом американской поп-певицы Майли Сайрус, выпущен 22 июля 2008 года в США на лейбле Hollywood Records. Дебютировал на первом месте в главном американском альбомном хит-параде Billboard 200. Количество проданных копий в первую неделю после выхода составило 371 тысячу. Breakout — первый альбом Майли, в котором не используется образ её популярного персонажа Ханны Монтаны (первый альбом альбом певицы назывался Hannah Montana 2/Meet Miley Cyrus).

## Список композиций
| №   | Название                           | Длительность |
| --- | ---------------------------------- | ------------ |
| 1.  | «Breakout»                         | 3:25         |
| 2.  | «7 Things»                         | 3:34         |
| 3.  | «The Driveway»                     | 3:42         |
| 4.  | «Girls Just Wanna Have Fun»        | 3:07         |
| 5.  | «Full Circle»                      | 3:15         |
| 6.  | «Fly on the Wall»                  | 3:32         |
| 7.  | «Bottom of the Ocean»              | 3:15         |
| 8.  | «Wake Up America»                  | 3:45         |
| 9.  | «These Four Walls»                 | 3:26         |
| 10. | «Simple Song»                      | 3:33         |
| 11. | «Goodbye»                          | 3:53         |
| 12. | «See You Again (Rock Mafia Remix)» | 3:17         |

| №   | Название   | Длительность |
| --- | ---------- | ------------ |
| 13. | «Hovering» | 2:29         |
| 14. | «Someday»  | 3:03         |